# Villa romana de El Ruedo
El yacimiento arqueológico de la villa romana "El Ruedo" se halla enclavado en el municipio de Almedinilla (Córdoba, España). De él se conocen por excavación dos núcleos: una villa romana, de la que se conserva bien la "pars urbana" y una necrópolis de inhumación. 

## Necrópolis
La necrópolis, situada al noroeste de la villa, se sitúa en la ladera sureste de la sierra de los Judíos, a una cota de unos 700 m. Su cronología abarca de los siglos III al VII. Entre 1988 y 1989 se excavaron 132 enterramientos de inhumación y se recuperaron 176 cadáveres, hallados todos ellos sin caja funeraria y con ajuares simples. Se detectaron, además, dos o más fases de ocupación de la necrópolis: la primera, en la que las tumbas se excavaron sobre la roca, y las sucesivas, en las que fueron reutilizados ciertos sectores con la apertura de nuevas tumbas en la tierra que ya cubría a las más antiguas, o acondicionando nuevos enterramientos sobre las cubiertas de las tumbas anteriores. Las tumbas tienen planta de tendencia rectangular, con los ángulos redondeados y sus cubiertas son de tégulas, losas de piedra caliza escuadradas o talladas, o losas de pizarra. 

## Villa romana
Contrariamente a la necrópolis, de la que no quedan restos visibles en la actualidad, la parte excavada de la villa permanece descubierta y visitable. La planta es de corte helenístico y su "pars urbana" se conserva en buen estado, de la "pars rustica" se excavaron algunas dependencias, encontrándose en peor estado de conservación. Se datan entre la primera mitad del siglo I y el V. 

### Fases constructivas
Los trabajos arqueológicos realizados han aportado gran información sobre aspectos arquitectónicos, pictóricos, escultóricos, cerámicos, musivarios y funerarios. Se documentaron hasta cuatro fases constructivas que dan testimonio de una larga ocupación del lugar. 
- La I Fase, datada en la primera mitad del siglo I, representa un establecimiento de marcado carácter agrícola. Se estructura ya en torno a un patio y los muros son de escasa calidad, compuestos de piedras irregulares trabadas con argamasa de barro.

- La Fase II abarca el siglo II. De este momento son el peristilo, con su galería apoyada sobre columnas, gran parte de los espacios delimitados y las construcciones de carácter industrial o agrícolas situadas al este.

- A la III Fase, datada a finales del siglo III o comienzos del siglo IV con perduraciones en el V, corresponden una serie de transformaciones de la planta anterior que darán a la villa su momento de mayor esplendor. A esta etapa corresponden la reestructuración del peristilo y la construcción del ninfeo y del "stibadium", el "hipocaustum" y el posible "praefurnium", las modificaciones de la cisterna y la decoración musivaria y pictórica de todas las habitaciones que abren al patio, en los sectores central y occidental de la villa.

- La IV Fase, datada a mediados del siglo V, corresponde a un grupo de piletas y canalizaciones realizadas en el sector oriental de la villa, el horno de pan, el hogar y el posible horno metalúrgico.

### Descripción de la villa
La parte residencial de la villa se estructura en torno a un peristilo, alrededor del cual se distribuyen las distintas habitaciones. El peristilo conforma una galería, apoyada en una primera fase sobre 8 columnas de piedra caliza, cuyos pavimentos son de mosaico, muy mal conservado. La fuente central se construyó con posterioridad, cerrándose también el peristilo con un muro bajo que sustituyó a las columnas y que creó un gran estanque, revestidos sus muros de "opus signinum" al exterior y de pinturas sobre estucos al interior. 

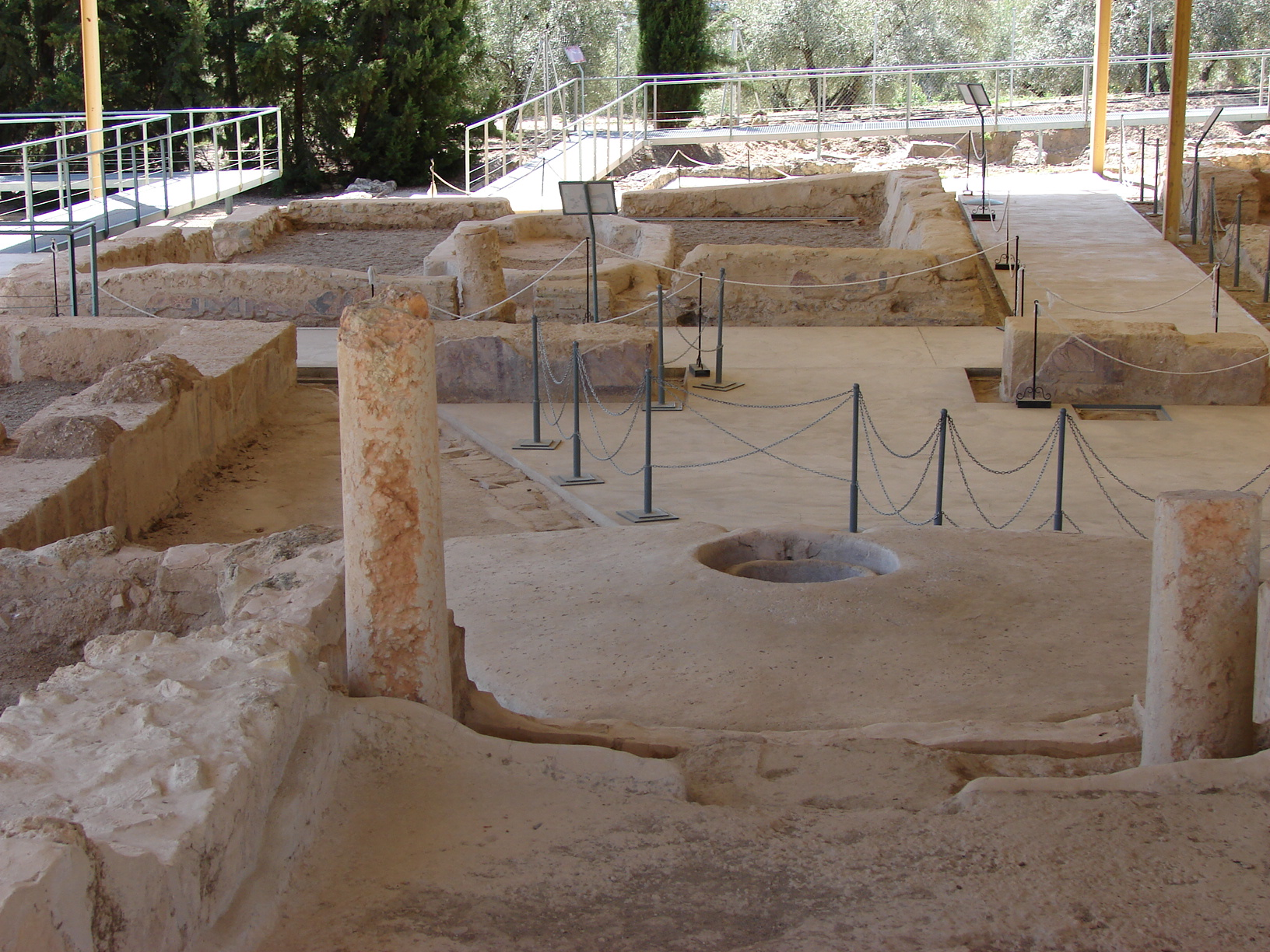
Zona del triclinium.

Al norte del peristilo destaca por sus dimensiones y decoración la habitación XVII, a la que se accedía a través de una puerta tripartita. Sus paredes estuvieron recubiertas por losas de mármol y su suelo era de mosaico polícromo, de todo lo cual quedan restos actualmente. En una fase posterior se adosó por el norte un ninfeo, formado por un depósito de agua revestido de "opus signinum" y una rampa (agger) situada al sur de éste y revestida por losas de mármol blanco, flanqueada por dos columnas de mármol de Cabra y con los muros laterales decorados con pinturas de carácter arquitectónico. 
Asociado al ninfeo se construyó en la estancia XVII una estructura semicircular de ladrillo recubierto de "opus signinum" y decorado imitando el mármol moteado. Se trata de un "stibadium" transformado en fuente, para lo cual se colocaron tuberías de plomo que conectaban el ninfeo y la fuente central del peristilo. Se recubrió el suelo de "opus signinum" en algunos puntos y se decoraron algunas zonas de los muros con pinturas polícromas de esquema arquitectónico sobre estuco. 
Los espacios XVIII, XIX, XX y XXIII, situados al este del peristilo, no conservan más que indicios de sus pavimentos de mosaico y de la decoración pictórica de las paredes. Sus muros son de mampostería, excepto en algunos puntos que son de sillería, e incluso de tapial. Los espacios VII, VIII, XXXVII, LVII, LVIII, LIX, LX, LXI y LXII, al oeste del peristilo, utilizan la misma técnica constructiva, con la diferencia de que se excavaron parcialmente en la roca. En el espacio LXII se construyó un "hipocaustum", muy bien conservado. El espacio LXVI está conectado con el "hipocaustum" a través de dos orificios, por lo que podría pensarse en su utilidad como "praefurnium". El espacio XVI conforma un ábside adosado al muro que cierra el espacio residencial de la villa por el este. El espacio XXXIV, en el sector suroccidental, se interpreta como un patio que comunicaba a través de una rampa con una calle que delimita la villa por este sector. Al este de este espacio, las estancias IV, V y VI, cimentadas también en la roca, delimitan la "pars urbana" por el sur. 

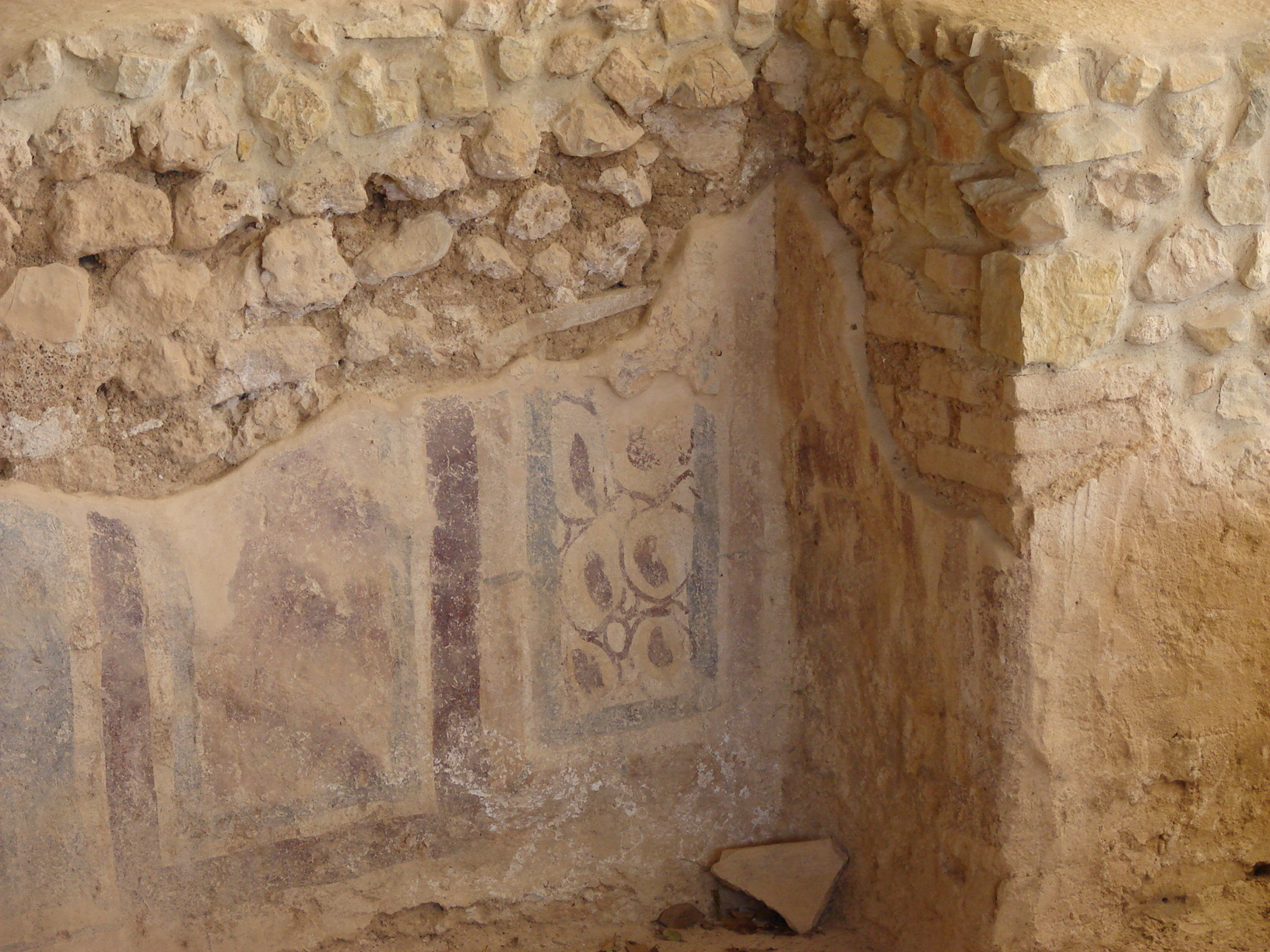
Pinturas murales con motivos vegetales.

El espacio I lo conforma una cisterna en forma de L, excavada en la roca y revestida de "opus signinum" sobre los muros de mampostería. Al este existió también una calle, que en este caso delimita la "pars urbana" de la "pars rustica" de la villa. Aquí se sitúa también una cisterna de "opus caementicium" y revestida de "opus signinum", con molduras hidráulicas en los ángulos interiores. 
En la mitad oriental de las villas se sitúan una serie de piletas y canalizaciones hidráulicas de carácter industrial, datados en una fase posterior. También se asignan a este momento un hogar y un horno de pan, un horno de pan y una serie de muros de poca calidad al sureste del peristilo. Las estancias que aparecen decoradas con estucos pintados se corresponden con los sectores central y occidental de la villa. Los mosaicos de "opus tesellatum" se encuentran decorando los pavimentos de ocho estancias. Son un total de 17 mosaicos, todos ellos de temas geométricos y de esquema a compás, de los que cinco se conservaron "in situ" y fueron cubiertos por una capa de tierra, en la mitad occidental de la villa. Algunos son en blanco y negro, pero la mayoría son polícromas. 

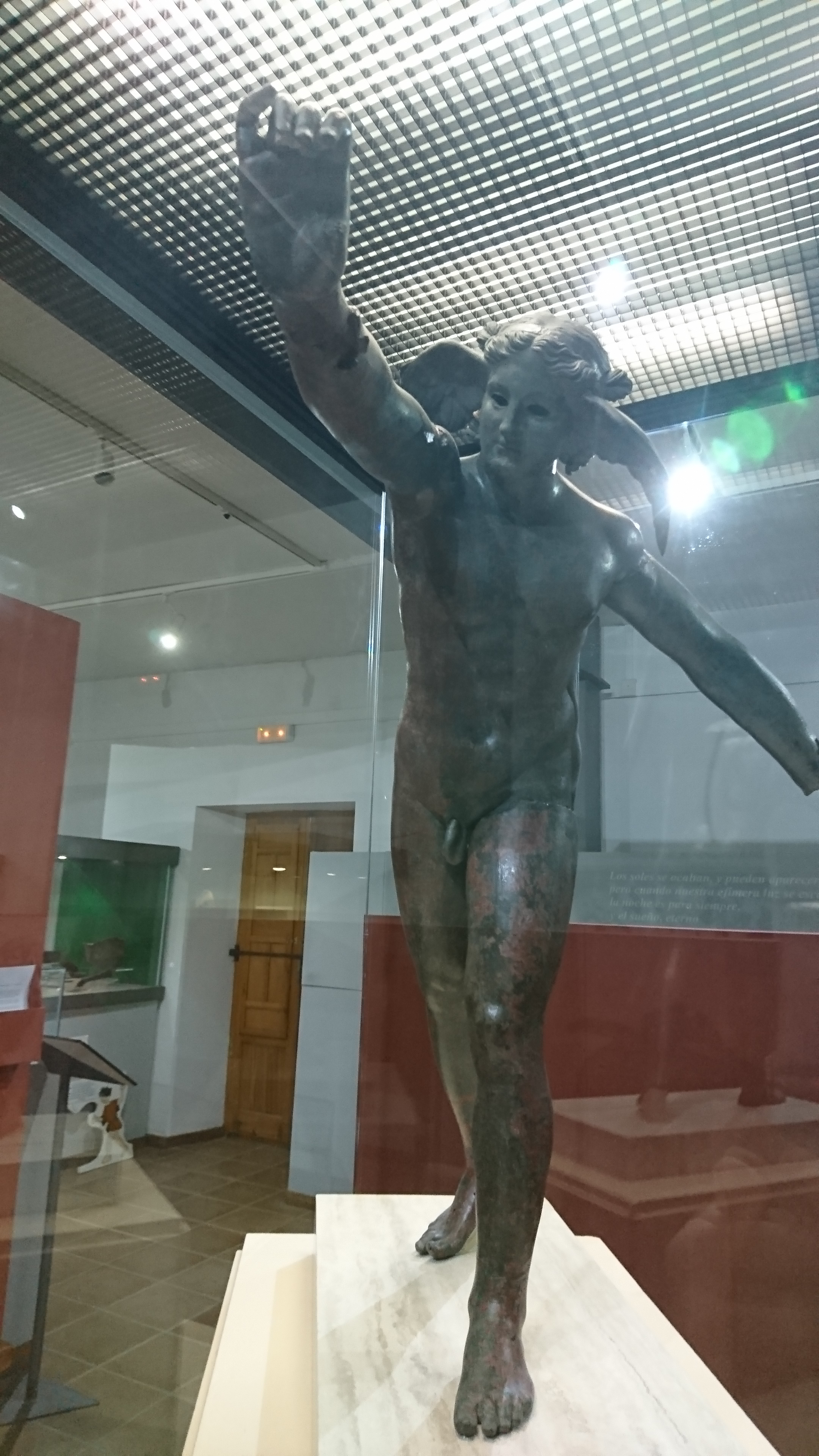
Estatua en bronce del dios Hypnos, expuesta en el Museo Histórico-Arqueológico de Almedinilla.

Entre los hallazgos escultóricos, muy abundantes, cabe destacar: un grupo que representa la leyenda de Perseo y Andrómeda, única obra conocida de este tema en la península ibérica, datada entre fines del siglo I o comienzos del II y el V ; y una escultura juvenil, posible representación del mito de Télefo, de la primera mitad del siglo II. 
Por encima de todos destaca una representación en bronce del dios Hypnos o Somnus, de tamaño menor al natural, posiblemente del segundo cuarto del siglo II. Es una de las tres únicas estatuas de esta deidad halladas en el mundo romano hasta la fecha, siendo las otras dos la hallada en Jumilla (expuesta en el Museo de Antigüedades de Berlín) y Civitella d'Arno (Museo Británico).